# ジャーメイン・ジャクソン
ジャーメイン・ジャクソン（Jermaine Jackson、1954年12月11日 - ）は、アメリカ合衆国の歌手。ジャクソン・ファミリーの三男で弟にマイケル・ジャクソン、妹にジャネット・ジャクソンがいる。
ジャクソン5でマイケルと共にリード・ボーカルを担当。ソロ活動後は「レッツ・ゲット・シーリアス」や「恋にふるえて」等のヒット曲を出している。グラミー賞に5回ノミネート。

## 略歴
1969年以前、ジャクソン5のアマチュア時代の初期にはリード・シンガーだった。幼かったマイケル・ジャクソンもジャーメインを真似することでシンガーとしての一歩を踏み出している。モータウンからデビューした後も、マイケルと人気を二分した。マイケルも当時は仕事仲間としては最も好きな相手であったと言われる。事実、ジャーメインがジャクソン5を離脱した後、マイケルはソロ活動を活発化させている。
1973年にはソロ曲「ダディーズ・ホーム」がヒット。
1975年、ジャクソン5はモータウンを離脱。ところがジャーメインはモータウンに残り、モータウンの経営者で義父でもあるベリー・ゴーディの圧力もあったとはいえ、コンサートもドタキャンし父ジョーは激怒した（現在は和解しており、ジョーもマイケル、ジャネット・ジャクソンと並べてジャーメインのことを語っている）。
1975年から1980年にかけ、基本的にはセルフ・プロデュースでソロ・アルバムをコンスタントに発表する。ソウル・ミュージック・ファンの中でも評価が分かれる作品が多く、その多くは未CD化のまま。
1980年代にはジャーメインのアルバムも順調にセールスを伸ばしていく。「レッツ・ゲット・シーリアス」がトップ10ヒット(R&Bチャートでは首位)を記録するなど数曲のヒットを放った。1984年にはジャクソンズに復帰し、アルバム『ヴィクトリー』に参加。収録曲「トーチャー」ではマイケルと共にリード・ボーカルを担当した。またホイットニー・ヒューストンの大ヒットしたデビュー・アルバム『そよ風の贈りもの』(1985年)では2曲でデュエットをしている(ホイットニーが注目されたのもジャーメインの1984年の『ダイナマイト』での共演がきっかけである)。
また、ジャネットがデビューした頃「格が違うぜ」と言ってしまったため、『リズム・ネイション1814』のヒット後、ジャネットに全米ツアーを一緒に回ることを頼んだが断られたりした。ただし、ジャネットの一度目の離婚時は結婚相手であったジェームズ・デバージを怒鳴ったりした。
また1989年、『PLAYBOY』誌でヌードを掲載した妹のラトーヤを説教したこともある。なお、マイケルはこの時ショックでどうしたらいいのか分からなかった。
1990年代初め頃にイスラームに改宗。イスラム原理主義組織については「彼らの感情も理解できるが、そのやり方は受け入れられない」と述べている。
1991年の『東京音楽祭』（TBS系）に出演するなど、日本の音楽番組にも数回出演している。
マイケルに対抗意識を燃やしてかマイケルのことを悪く言い、1991年には「Word To The Badd」などという曲も書いたことがある。また、2001年の再結成の際にはマイケルと同じくらい目立とうとして兄弟にたしなめられた。一時は「コンサートに出ないだろう」とまで言われ、巻き込まれた形のランディは「リハーサルの間、僕がジャーメインのパートを歌っていたから、彼はショーには出たくなかったんじゃないかな」と冗談半分に語った。
しかしながらジャーメインは基本的に音楽的な部分についてのみマイケルを批判しているだけなので、2003年にマイケルが逮捕された時は「マイケルは無実だ。俺達のことを知りもしない連中が弟について語っているのを見るのはウンザリだ。弟は変人じゃない。俺達は素晴らしい子供時代を共に過ごしてきた。警察は弟が手錠をかけられた姿が見たかったんだろ。これは現代における集団リンチだ。こんな状況が長続きするはずがない。もう本当にウンザリだ。俺達はマイケルを1,000%支持する」と攻撃的なまでにはっきりとマイケルを支持している。
2005年1月17日にはアル・ヴァルザーとジャーメインが共演したシングル「Living A Dream」が、スイスで発売された。収益金はスマトラ沖地震による津波災害の被災者支援にあてられた。
2006年3月、「ニューヨーク・デイリー・ニュース」紙が「マイケルの無実に疑いを持つジャーメインがジャクソン一家の暴露本を執筆」などということを書いた時、きっぱりと全く逆だと述べ怒りを露わにした。
バーレーン王子、シェイク・アブドゥラ・ビン・ハマド・アール・ハリーファと親交があり、マイケルの無罪判決の後に療養先のような意味合いもこめてか、マイケルを王子の下に送っている。次回作は王子の会社2seasから出すと公言している。

## 結婚と離婚
ジャーメインはジャクソン5ではセックスシンボル的存在であったが、兄弟の中で一番それに関して色々と言われる人でもある。
まず1973年12月15日、ベリー・ゴーディの娘のヘイゼル・ゴーディと恋愛結婚したが、1988年7月離婚。性的関係を強要されたとして訴えられたりした。ヘイゼルとの間にはジャーメインJr、オータム、ジェイミーの3人の子供を儲けている。
ジャーメインはその直後の1988年、マーガレット・マルドナードと同棲したが結婚はしなかった。彼女とはジェレミー、ジョーディンという2人の子供を儲けたが1994年別居。
今度は1995年3月18日にアレハンドラ・ジェネヴィーヴ・オアイザと2度目の結婚。アレハンドラはランディの元妻である。彼女との間にはジャファー・ジャクソンとジャーマジェスティという2人の息子を儲けるも2004年11月15日離婚。その直後さらにハリマ・ラシードと3度目の結婚をしたが、2016年にハリマが離婚申請を申し立てた。

## ディスコグラフィ

### スタジオ・アルバム
- 『ジャーメイン』 - Jermaine (1972年、Motown)
- 『カム・イントゥ・マイ・ライフ』 - Come into My Life (1973年、Motown)
- My Name Is Jermaine (1976年、Motown)
- 『愛の炎』 - Feel the Fire (1977年、Motown)
- Frontiers (1978年、Motown)
- 『レッツ・ゲット・シーリアス』 - Let's Get Serious (1980年、Motown)
- 『愛の瞬間』 - Jermaine (1980年、Motown)
- 『アイ・ライク・ユア・スタイル』 - I Like Your Style (1981年、Motown)
- 『ファンシー』 - Let Me Tickle Your Fancy (1982年、Motown)
- 『ダイナマイト』 - Dynamite (1984年、Arista) ※『Jermaine Jackson』のタイトルもある
- 『プレシャス・モーメンツ』 - Precious Moments (1986年、Arista)
- 『ドント・テイク・イット・パーソナル』 - Don't Take It Personal (1989年、Arista)
- 『ユー・セッド』 - You Said (1991年、LaFace)
- I Wish You L.O.V.E (2012年、Disques DOM)

### コンピレーション・アルバム
- Motown Superstar Series, Vol. 17 (1981年、Motown)
- Greatest Hits and Rare Classics (1991年、Motown)
- Dynamite: The Encore Collection (1999年、Sony)
- The Heritage Collection (2000年、Arista)
- Ultimate Collection (2001年、Hip-O)
- Big Brother Jermaine: The Jermaine Jackson Collection (2007年、Spectrum)
- Greatest Hits (2009年、101 Distribution)
- S.O.U.L. (2011年、Sony Music Entertainment)
- Playlist: The Very Best of Jermaine Jackson (2014年、RCA)